# Numero EINECS
Il numero EINECS (acronimo di European Inventory of Existing Commercial Chemical Substances (Registro Europeo delle Sostanze chimiche in Commercio) è un codice di registrazione che indica in maniera univoca un composto introdotto in commercio tra il 1º gennaio 1971 e il 18 settembre 1981 nell'Unione europea.
Il registro fu creato dalla direttiva 67/548/EEC riguardante l'etichettatura delle sostanze pericolose: il numero EINECS deve apparire sull'etichetta e sull'imballaggio.
Dal 19 settembre 1981 il registro è stato sostituito dall'European List of Notified Chemical Substances (ELINCS). A tutte le nuove sostanze immesse nel mercato europeo è assegnato un numero ELINCS dopo la notifica alla commissione europea. Anche il numero ELINCS è obbligatorio su etichette e imballaggi.
Il termine numero EC è preferibile a numero EINECS/ELINCS, ma non deve essere confuso con il numero EC della Enzyme Commission. Al 16.11.2007 sono definite 100.204 sostanze con numero EINECS.

## Formato
Il numero EINECS è rappresentato da un sistema a sette cifre del tipo 2XX-XXX-X o 3XX-XXX-X che inizia da 200-001-8. Il numero ELINCS è rappresentato da un sistema a sette cifre del tipo 4XX-XXX-X che parte da 400-010-9.

Il numero EINECS/ELINCS/EC deve essere scritto in forma generale come:
```
  NNN-NNN-R
  123-456-0
```

dove R è il carattere di controllo ed è il resto della seguente somma diviso per 11:
```
  N
1
 + 2×N
2
 + 3×N
3
 + 4×N
4
 + 5×N
5
 + 6×N
6
```